# Петър Стайков
Вижте пояснителната страница за други личности с името Петър Стайков.
Петър Стайков Стайков е български политик от Националлибералната партия.

## Биография
Роден е на 5 юли 1859 г. в град Видин. През 1880 г. завършва Военното училище. В периода 1887-1889 г. работи като военен прокурор в Русе. Между 1889 и 1894 г. учи право в Брюксел, получавайки съответно юридическите степени candidat en droit и docteur en droit.
По-късно става председател на 13-о обикновено народно събрание. В периода 1904-1905 г. е министър на правосъдието. На 13 февруари 1904 г. в знак на уважение от страна на княз Фердинанд е награден с орден „Св. Александър“. Получава и орден „Св. Сава“ от сръбския крал Петър I на 21 февруари 1905 г., отново като високо признание на държавническите му качества.
В знак на протест срещу отказа на княз Фердинанд да приеме внесения от неговия екип законопроект за независимост на съдебната система от княжеската институция Петър Стайков подава неколкократно оставката си като министър, която е приета чак на 3-тия път. След това се оттегля от политиката и започва да работи като адвокат. Известно време е акционер в Банка „Гирдап“.